# Дионисий Дебърски
Дионисий (на гръцки: Διονύσιος, Дионисиос) е православен духовник, дебърски и щипски епископ във втората половина на XVIII век. Дионисий е дебърски епископ, след което наследява митрополит Филарет на трона в Щип. Неизвестно е защо в 1788 година е свален от престола.